# Liga das Moças Alemãs

Bandeira da Bund Deutscher Mädel.

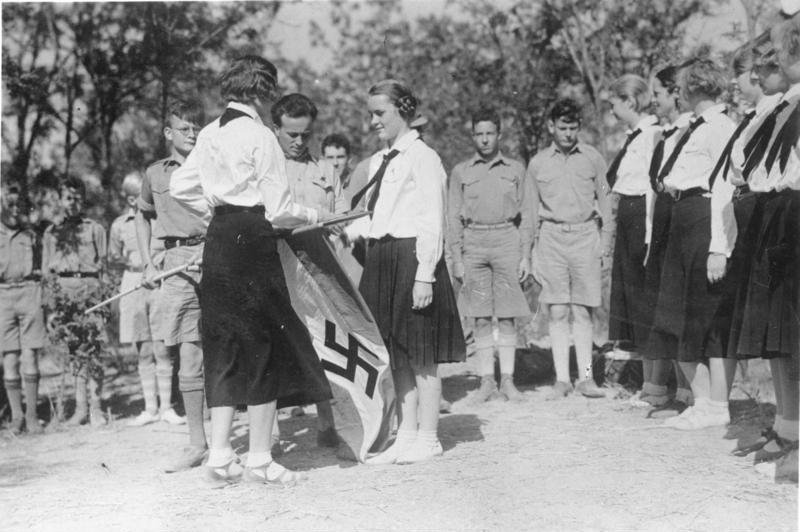
Adolescentes da Bund Deutscher Mädel (Liga das Moças Alemãs) e da Hitlerjugend (Juventude Hitlerista) em Tianjin, na China, em 1935

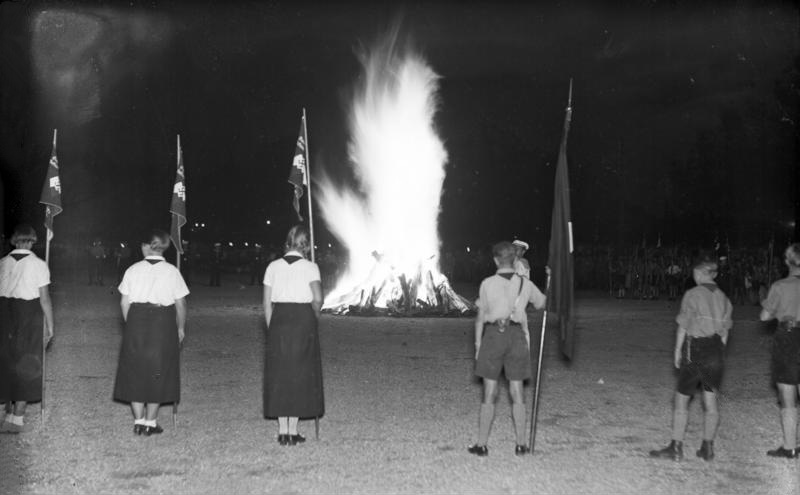
Moças da BdM e meninos da Juventude Hitlerista na noite de 23 de junho (Véspera de São João) de 1933

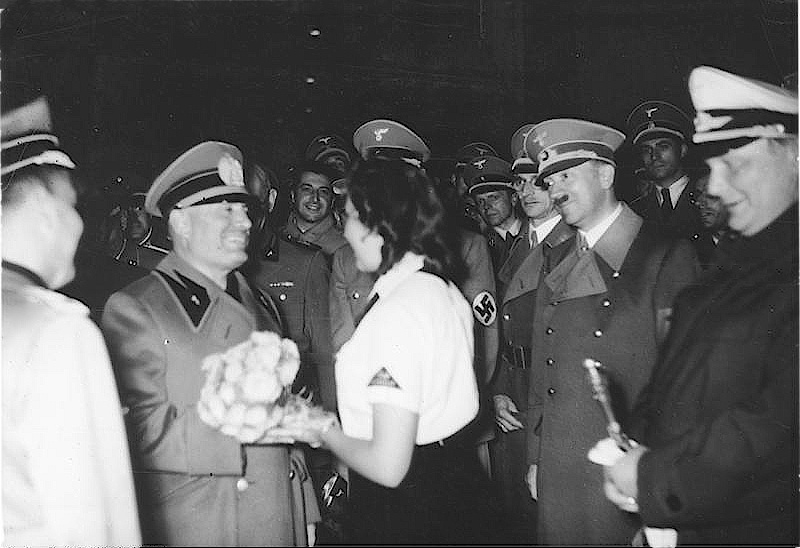
Benito Mussolini recebendo um buquê de uma moça da Bund Deutscher Mädel (Liga das Moças Alemãs) durante o Acordo de Munique, ao lado de Hitler e Göring

Liga das Moças Alemãs (em alemão:  Bund Deutscher Mädel (BdM)) ou Liga das Jovens Alemãs, foi uma organização de jovens na Alemanha Nazista para moças com idade entre 14 e 18 anos, e foi o equivalente feminino da Juventude Hitlerista. As jovens aprendiam os deveres da maternidade e os afazeres domésticos. Na Alemanha Nazista, dava-se atenção ao fato de que o principal papel das mulheres era gerarem filhos sadios, propagando a "raça ariana".
Aos 18 anos as moças da BdM prestavam um ano de serviço nas fazendas — as Landjahr. Sua tarefa consistia em ajudar em casa e no campo: as moças viviam em chácaras ou em pequenos acampamentos nos distritos rurais, onde eram apanhadas por caminhões no início da manhã e levadas às fazendas.

## Fotos

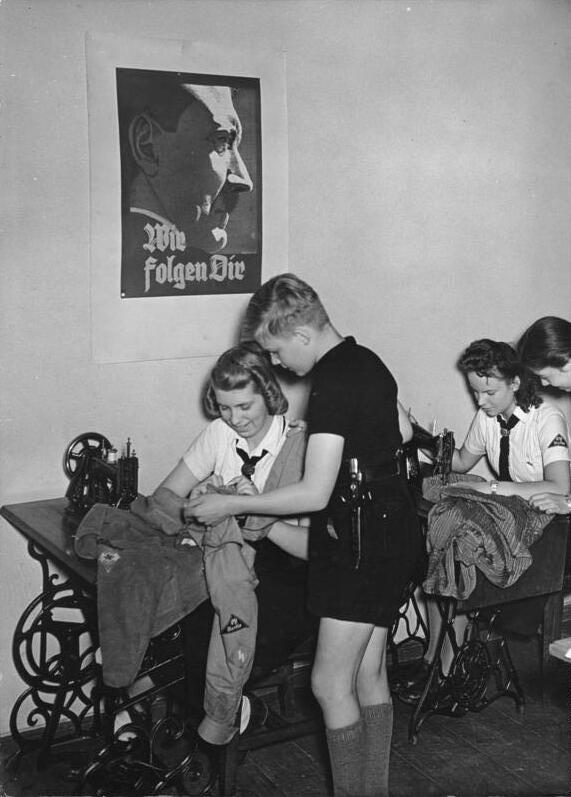
Moças da BdM costurando
- Foto de 1942
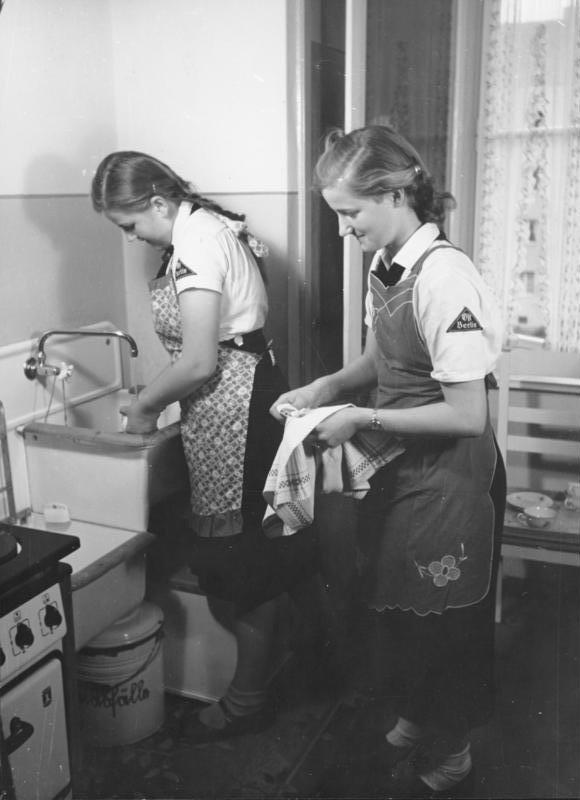
Moças da BdM lavando a louça
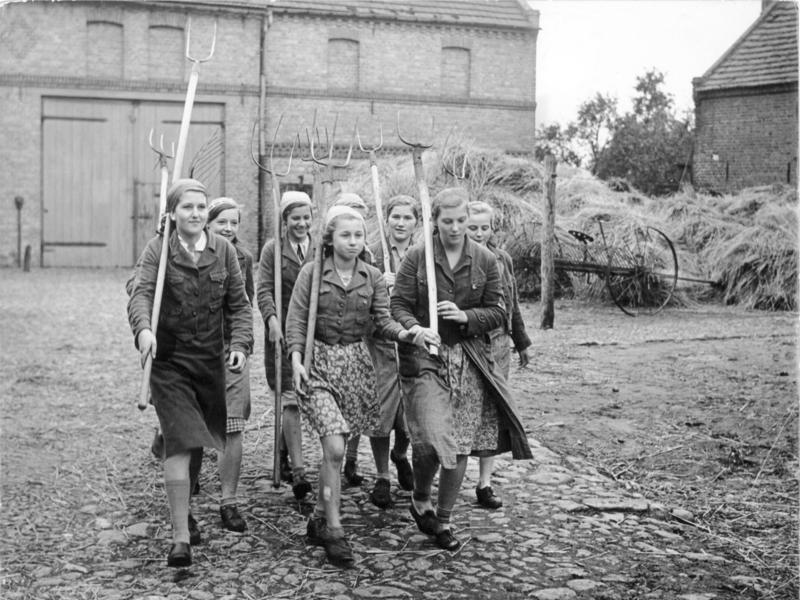
Moças da BdM recolhendo feno
- Foto de 1939
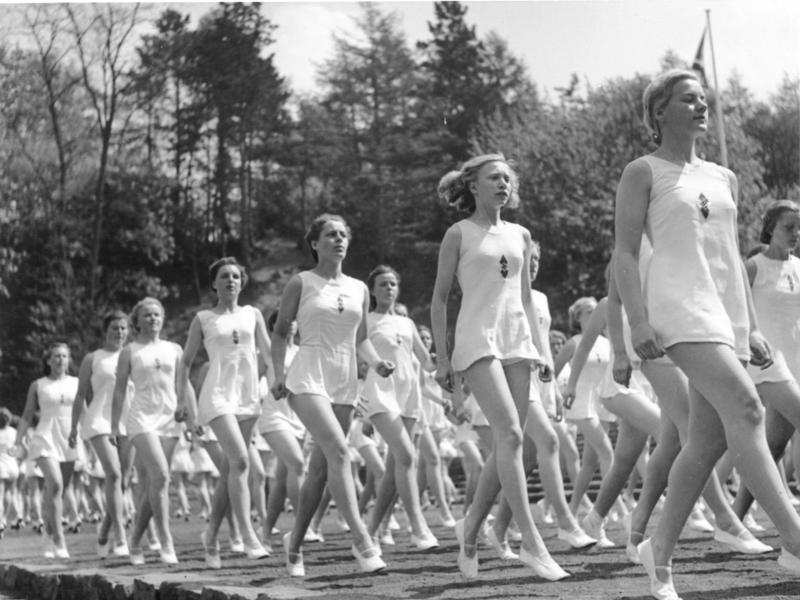
Moças da BdM fazendo ginástica
- Foto de 1941

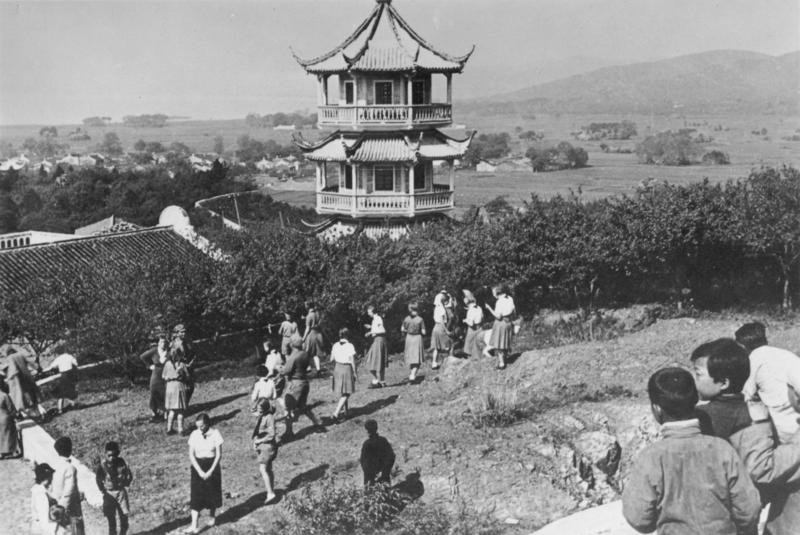
Meninas da Jungmädel e garotas da Bund Deutscher Mädel em Wuxi, China, em 31 de dezembro de 1933
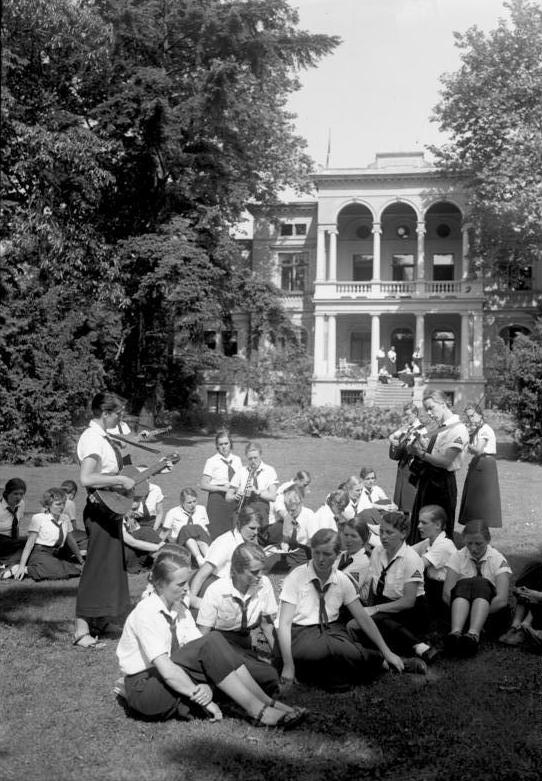
Reichsführerinnenschule da BdM em Potsdam
- Foto de 1935

## Postos de chefia
- Trude Mohr foi a primeira Reichsreferentin, nomeada em junho de 1934, mas em 1937, depois de casar com o Obersturmführer Wolf Bürkner, renunciou do cargo.[2]

- Jutta Rüdiger[3] ingressou na Liga das Moças Alemãs em 1933, aos 23 anos, depois de terminar seu doutorado em psicologia.  Em junho de 1935 foi promovida a sua primeira posição assalariada (líder do Untergau Ruhr-Niederrhein). Em novembro de 1937, aos 27 anos, foi nomeada Reichsreferentin da Liga das Moças Alemãs, sucedendo Trude Mohr e mantendo-se no posto até 1945, aos 34 anos.

## Graduação e insignias[4]
1939-1943
1. Reichsreferentin
2. Obergauführerin
3. Gauführerin
4. Untergauführerin
5. Mädelringführerin
6. Mädelgruppenführerin
7. Mädelscharführerin
8. Mädelschaftsführerin

|  |

1943-1945
1. Reichsreferentin
2. Gebietsmädelführerin
3. Hauptmädelführerin
4. Bannmädelführerin
5. Mädelringführerin
6. Mädelhauptgruppenführerin
7. Mädelgruppenführerin
8. Mädelscharführerin
9. Mädelschaftsführerin

## Exemplos de bandeiras daBund Deutscher Mädel(BdM)

BDM-Untergau
BDM-Gruppe